# Església de Sant Miquel Arcàngel (Murla)
El castell de Pop és un castell d'origen islàmic entre Murla i Benigembla (Marina Alta). Erròniament, alguns autors han divulgat a la lleugera al voltant de que el Castell de Pop es localitza sota 'l'església de Sant Miquel Arcàngel, existent en l'actualitat.
L'origen de l'església queda molt ben documentada després de la conquesta cristiana i la creació de la villa de Murla a partir de la prèvia alqueria andalusí de Murtia. Aquesta església primigènia perdurarà fins al 1529, quan els corsaris de Cachidiablo van provocar una revolta morisca i van atacar les poblacions de la vall, emportant-se segrestat el Senyor de Parcent (Pere de Pereandreu de Roda) i cremant l'església de Murla.
Arrel d'aquest succés, el Comte d'Oliva que era el Senyor de murla, mana reconstruir l'església (s.XVI), aquesta vegada fortificada i preparada per a l'artilleria. Per aquest motiu trobem les dos grans torres característiques de l'edifici

## Història
El hisn bub va ser un antic castell dels inicis de la dominació islàmica, aixecat sobre restes romanes. Durant l'últim període musulmà va pertànyer a Al-Azraq, el qual el va lliurar a Jaume el Conqueridor a mitjan segle xiii mitjançant el pacte de Jovada. Amb el repartiment va ser atribuït a Pere d'Altafulla, però després va ser recuperat per Al-Azraq. En 1258 el rei va nomenar a l'almirall Carroz, senyor de Rebollet, alcaid del castell. En 1279, Arnau de Roas és alcaid encarregat del castell, amb un sou anual de mil sous. En 1288, és substituït per Ramon de urgit, el qual cobra totes les rendes del castell.
En 1296, es produïa la concessió vitalícia del castell, vila i terme a Ramon de Villanova. Renovades amb dues concessions a 1296 i 1305.

L'any 1323, Jaume II va donar al seu fill el infant Pere diversos llocs i castells valencians, entre els quals es trobava aquest castell. En 1328 l'infant va vendre el castell i la seva vall a Maria va bordar, vídua de Ramon de Villanova, i el seu fill Vitalón, representat aquest últim pel seu oncle i tutor Vital de Villanova. Després d'aquesta venda el castell va deixar d'estar entre les propietats reals i apareix poques vegades en la documentació real. En ell, segons la Gesta Roderici Campidoti, el Cid Campeador hauria passat la Pasqua de 1090 al costat de la comunitat cristiana allí existent. Dona nom al vall de Pop, vall mitjana del riu Gorgos a la Marina Alta .

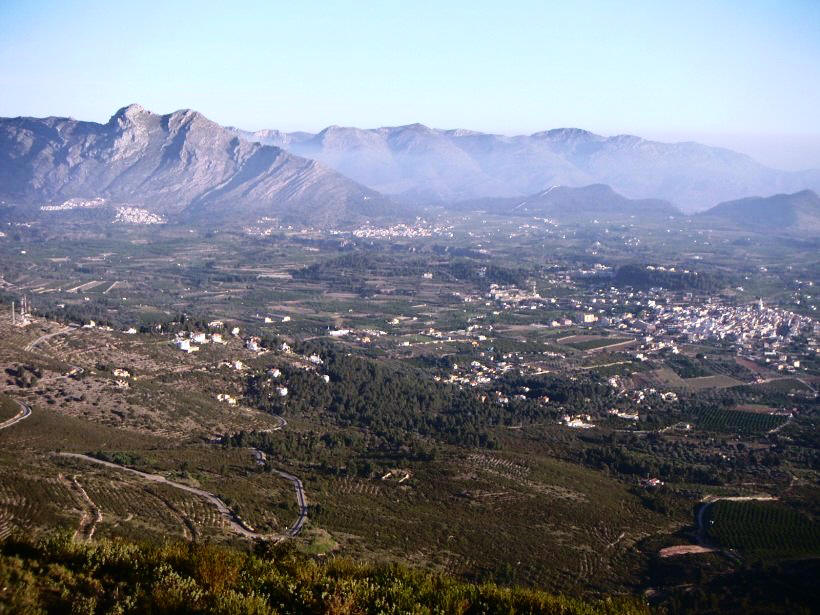
Vista de la Vall de Pop. Al fons i a l'esquerra la muntanya del Cavall Verd

## Les alqueries del Castell de Pop
A l'Edat Mitjana el terme castral del Castell de Pop comprenia dins la seua jurisdicció les següents alqueries:

### Alqueries conegudes
- Alcanícia (l'actual Canèssia)
- Benigela (l'actual Benigembla)
- Vernissa
- Murla
- Parsén (l'actual Parcent)

### Alqueries sense localitzar
- Benallacar
- Benilacrux o Benilacruci
- Ceylent
- Mòrtia
- Rahalhabelhabar

### Església
A mitjan segle xvi perd la seva funció defensiva, en què només església a partir de llavors. Al segle xviii s'aixeca un campanar sobre la torre nord-oest, que el 1990 s'esfondra, sent reconstruïda la torre en el seu estat original (segle xii) i construït un nou campanar al nord-est, al costat d'un edifici d'habitatges.

## Altres castells denominats de Pop
Existia una gran confusió sobre la localització del castell de Pop, ja que la gent creia que va estar situat sobre el mont Cavall Verd. Aquesta confusió es va generar durant el segle xiv, moment en què es distingien dos castells diferents, Castell d'Orba, en Orba, i l'actual Església-castell de Murla. La llegenda parla sobre un castell que es creia estava situat al cim de la muntanya Cavall Verd, però s'ha acabat constatant que en realitat, quan els murlies nomenaven al castell de Pop, s'estaven referint a l'església fortificada de Murla .Sembla que, la denominació castell de Murla era per referir-se a un castell situat al municipi de Orba, en lloc de l'església fortificada de Murla, al vall de Pop, ja que pel que sembla aquest castell era el que existia a Murla abans de l'església fortificada. Tant l'església com dit castell es trobaven clarament diferenciats perquè pertanyien a diferents propietaris, fins que a finals del segle xiv les dues construccions van passar a formar part del mateix propietari, el que va propiciar una confusió que fins i tot va aconseguir confondre els antics cronistes i als moderns historiadors. Dit això, l'anomenat castell de Pop, a més de l'esmentada església, i l'altre suposat castell, atès que el confonien amb l'església, que també la hi va denominar així, es referia també al castell situat al puig d 'Orba, que en realitat es Castellet o castell de Murla, del qual en 2018 queden alguns murs derruïts.
En 1609, l'ajuntament de Murla va adquirir un relleu sobre cròniques nacionals on es veien tropes reals i moriscos combatent, de manera que els cronistes, ja que es va conservar en la tradició, van tornar a fer ús del castell de Pop, el qual ja convertit en església ningú recordava el seu antic nom, ni sabia el seu enclavament, de manera que el van situar sobre la cimera de la muntanya local, tal com era costum en altres castells de l'època.
Hi ha tres construccions diferents que, a partir d'un determinat moment de la història, han arribat a rebre el mateix nom de forma popular:
- El castell de Pop de la muntanya Cavall Verd, muntanya en la qual s'ha trobat ceràmica islàmica, atès que probablement hi hauria el morabit, santuari islàmic, d'al-Fàtima, que va lluitar contra el rei Jaume I, i davant la derrota va ser engolit, juntament amb el seu cavall verd, per la muntanya, i segons la llegenda, la muntanya li retornaria per tornar la llibertat als musulmans. Això va fer que sorgís un morabo sobre la seva sepultura i que fos visitat i usat com a refugi en l'expulsió, pels mudèjars de les dues Marines. Aquesta llegenda va morir amb l'expulsió dels moriscos i d'existir tals restes mortals, estarien en la plana que hi ha entre els cims del Penyal, i la Penya Roja, on hi ha ceràmica àrab, sobretot tardana. Per tant, mai va existir un castell en el seu cim, i quan es fa referència a ell, es refereixen en realitat a l'antiga fortalesa a Murla, sobre la qual es va aixecar l'església.[5][6]

- L'alqueria de Murla, on es va construir una fortalesa que posteriorment es va convertir en església, de manera que es va oblidar que abans va ser una mena de castell, i que ara rep també el nom de Castell de Pop.

- El castell de Murla, situat al Puig D'Orba, antany conegut també com a castell de Pop, ja que era l'antic castell de Murla, abans que la fortalesa de l'alqueria, i ara com castell d'Orba o Castellet.